# 릴러말즈
릴러말즈(본명: 김민겸, 1995년 7월 4일 ~)는 대한민국의 래퍼이다. 2017년 정규 1집 'Y'로 데뷔했다.

## 생애
김민겸은 힙합을 중학교 1학년 때 접했다. 서울예술고등학교를 조기 졸업하고 17살 때 한국예술종합학교를 입학했다.

## 학력
- 맨해튼음악대학 대학원 석사
- 한국예술종합학교 음악원 학사
- 서울예술고등학교
- 예원학교 바이올린과 졸업
- 가좌초등학교 졸업

## 방송
- 쇼미더머니 5 (2016) - Top42
- 쇼미더머니 10 (2021)
- 쇼미더머니 11 (2022) - 프로듀서

## 디스코그래피

### 정규 앨범

#### 정규 1집: Y
2017년 7월 17일에 발매된 릴러말즈의 정규 1집 앨범이다.

##### 트랙리스트
1. Star
2. 터널
3. Friends
4. 1 for the MUSIC
5. What you want
6. Complex
7. X
8. Y

### EP

#### MARZ 2 VENUS
2018년 10월 19일에 발매되었다.

##### 트랙리스트
1. no more
2. X됐어
3. 31
4. If I got money
5. PALACE
6. Never Know
7. SAKURA

## 공연
- 2019 스카 슈퍼스웩 페스티벌 〈시즌5〉 - 인천 (2019)
- 청춘아레나 2020 (2021)

## 경력
- 2007년 금호예술영재
- 2010년~2012년 한국예술영재

## 수상
- 2012년 러시아 Yampolsky international competition 3위
- 2014년 독일 Henri Marteau international competition 3위